# باشگاه فوتبال گور ماهیا
باشگاه فوتبال گور ماهیا(‎i‎/ˌɡ[invalid input: 'ɔ:r'] ˈmaɪjə/‎)، یک باشگاه فوتبال مستقر در نایروبی، کنیا است. این تیم با ۱۸ قهرمانی رکورددار قهرمانی در لیگ برتر کنیا است. پنج برابر بیشتر از رقبای خود و همچنین ۱۰ بار موفق به کسب جام رئیس جمهور FKF شده اند. آنها تنها تیم کنیا و منطقه CECAFA هستند که تاکنون یک عنوان قاره آفریقا را به دست آورده‌اند ، زیرا در سال ۱۹۸۷ پس از رسیدن به فینال در سال ۱۹۷۹ ، قهرمان جام برندگان آفریقا شده اند.